# Курач Тамара Миколаївна
Курач Тамара Миколаївна (нар. 27 лютого 1969) — українська географиня-картографка, кандидатка географічних наук, доцентка кафедри геодезії та картографії Київського національного університету імені Тараса Шевченка, провідна наукова співробітниця Інституту агроекології і економіки природокористування Національної академії аграрних наук України.

## Біографія
Народилася 27 лютого 1969 року в Києві. Закінчила у 1992 році географічний факультет Київського університету зі спеціальності «картограф, викладач», у 2001 році — аспірантуру відділу картографії Інституту географії НАН України.
У 1992—2005 роках працювала інженеркою, молодшою та старшою науковою співробітницею Інституту географії НАН України. Кандидатська дисертація під науковим керівництвом члена-кореспондента НАН України професора Л. Г. Руденка на тему «Картографування динаміки соціально-економічних явищ (на прикладі населення України)» захищена у 2003 році.
З 2005 року — асистентка кафедри геодезії та картографії Київського університету, з 2011 року — доцентка. Читає курси: «Проектування та складання карт», «Геосистемне картографування», «Картографія», «Суспільно-географічна картографія», «Дистанційне зондування Землі».

## Наукові праці
Наукові інтереси: тематичне картографування, застосування матеріалів дистанційного зондування Землі для складання й дослідження карт. Авторка понад 100 наукових праць. Основні праці:
- Дослідження демографічних характеристик в Україні. — К., 2003.